# Pieve di San Giovanni Battista (Ponte allo Spino)
La pieve di San Giovanni Battista è un edificio sacro situato a Ponte allo Spino, nel comune di Sovicille, in provincia di Siena, arcidiocesi di Siena-Colle di Val d'Elsa-Montalcino.

## Storia e descrizione
Ricordata dal 1189, costituisce uno degli edifici romanici più interessanti del senese.
La pieve è a tre navate spartite da pilastri cruciformi e concluse da absidi. L'ultima campata della navata centrale reca una volta a botte che si imposta a una quota più alta, determinando la presenza di un tiburio, esternamente decorato con arcatelle pensili contenenti rombi e tondi gradonati.
Nella facciata, spartita orizzontalmente da una cornice, si aprono un portale e un'ampia monofora. I capitelli, assai vari nelle raffigurazioni, sono di alta qualità. Il campanile, di stile lombardo, è aperto da bifore e monofore.
All'interno si conserva una tavola di Bartolomeo Neroni, detto il Riccio (XVI secolo), con Madonna col Bambino, angeli, santi e un vescovo.

## Galleria d'immagini

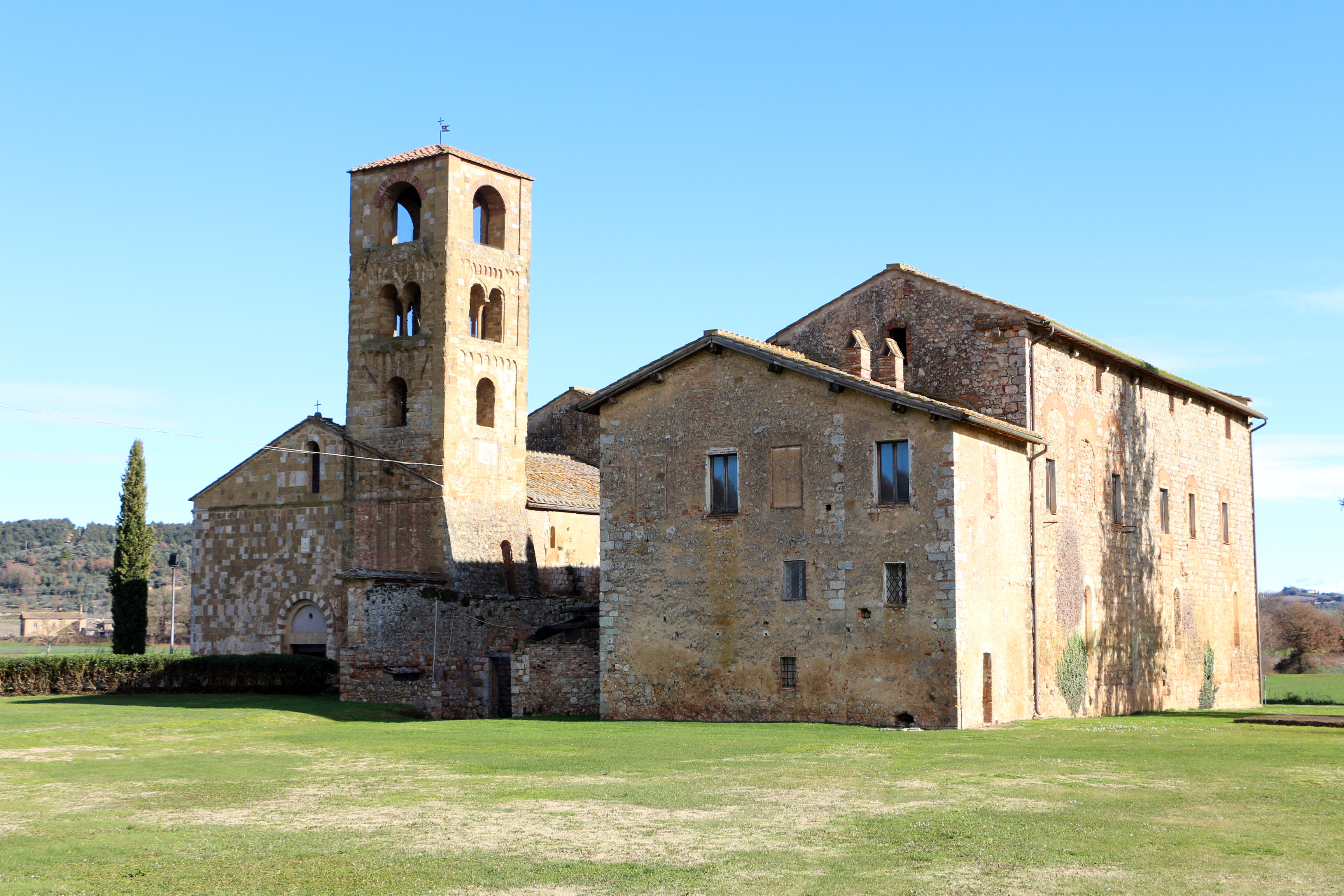
Veduta del complesso della pieve
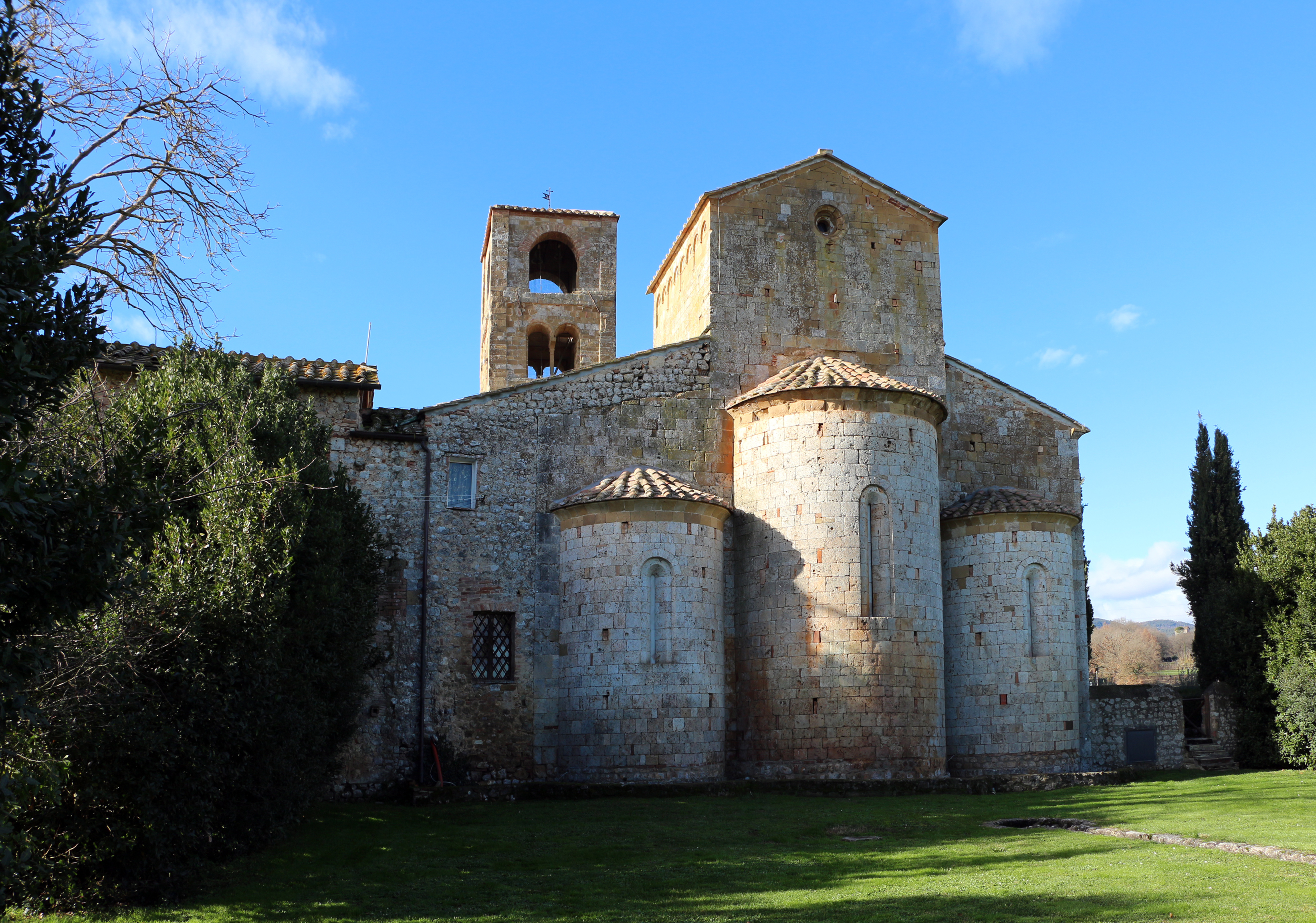
Le absidi di restauro
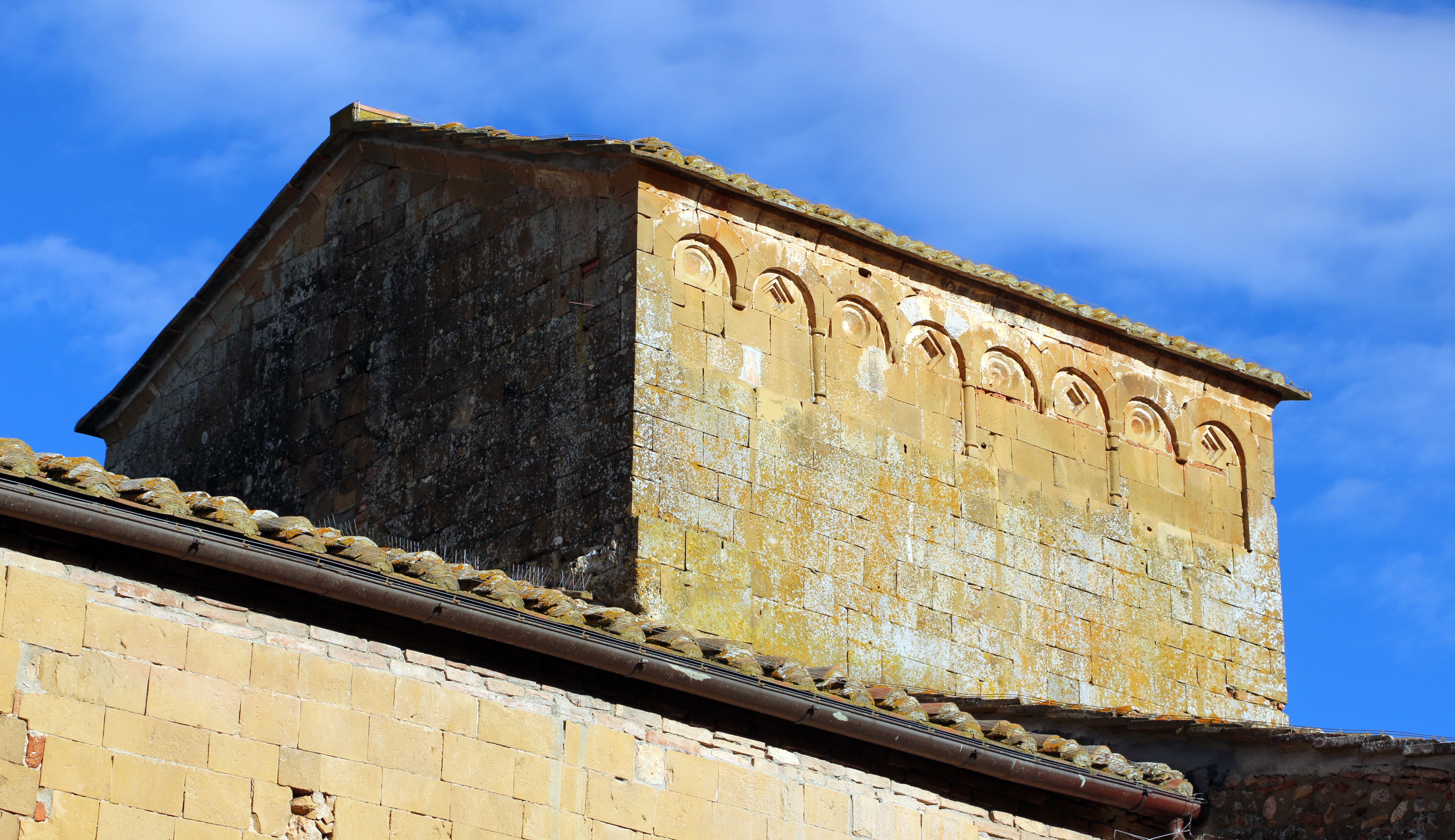
Il tiburio originale in stile romanico pisano
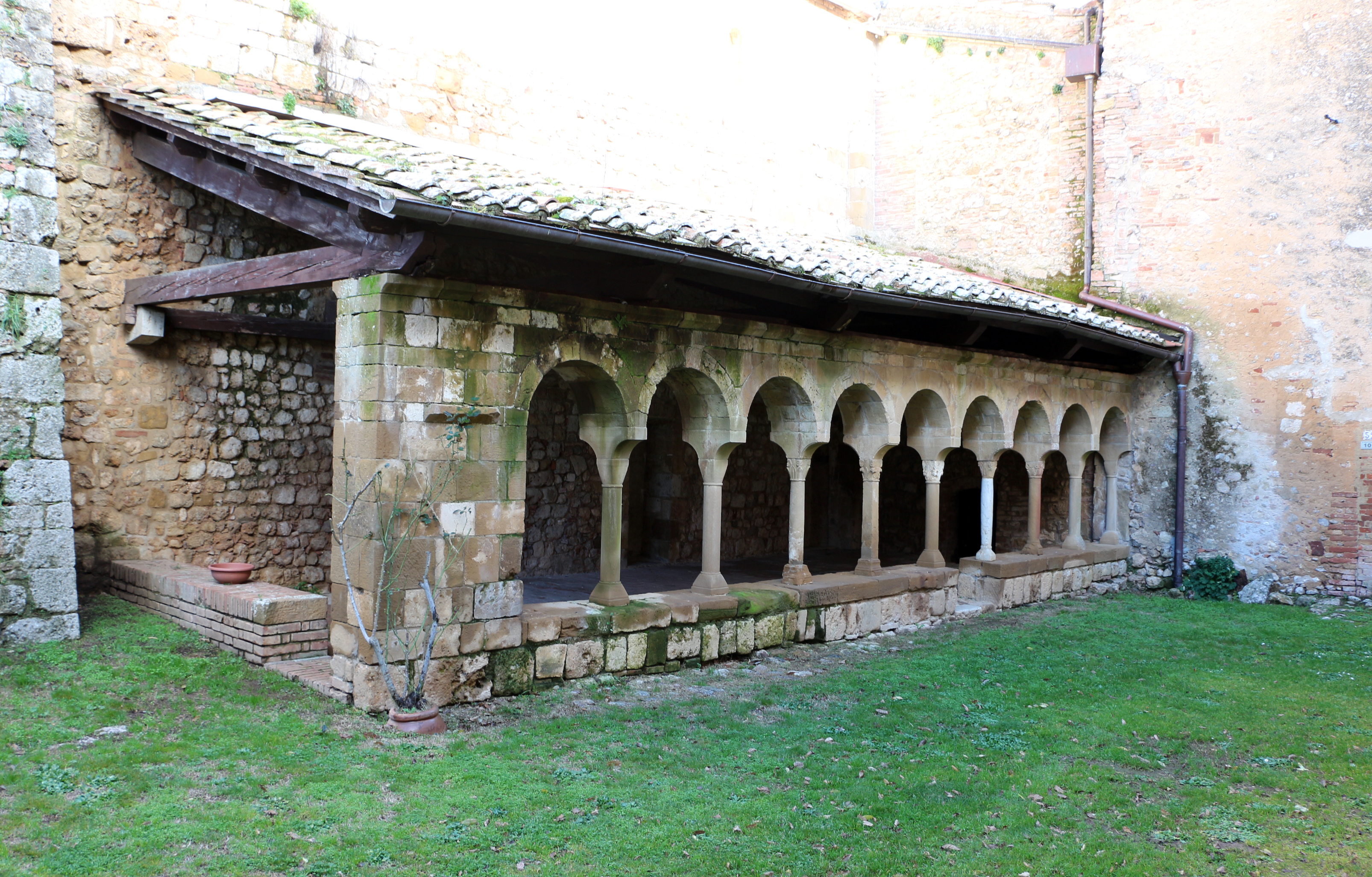
Il "chiostrino", in parte frutto di restauro
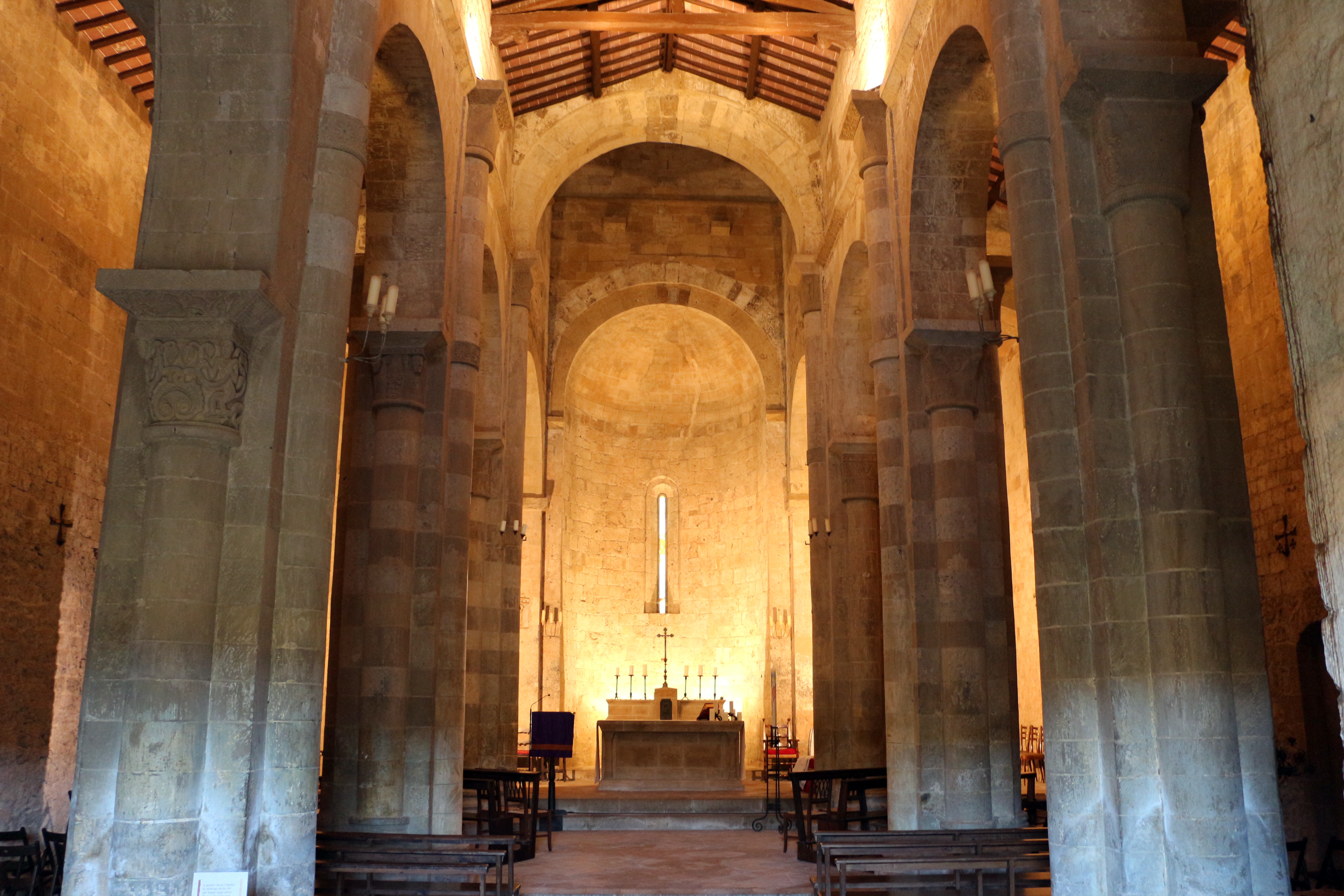
Interno
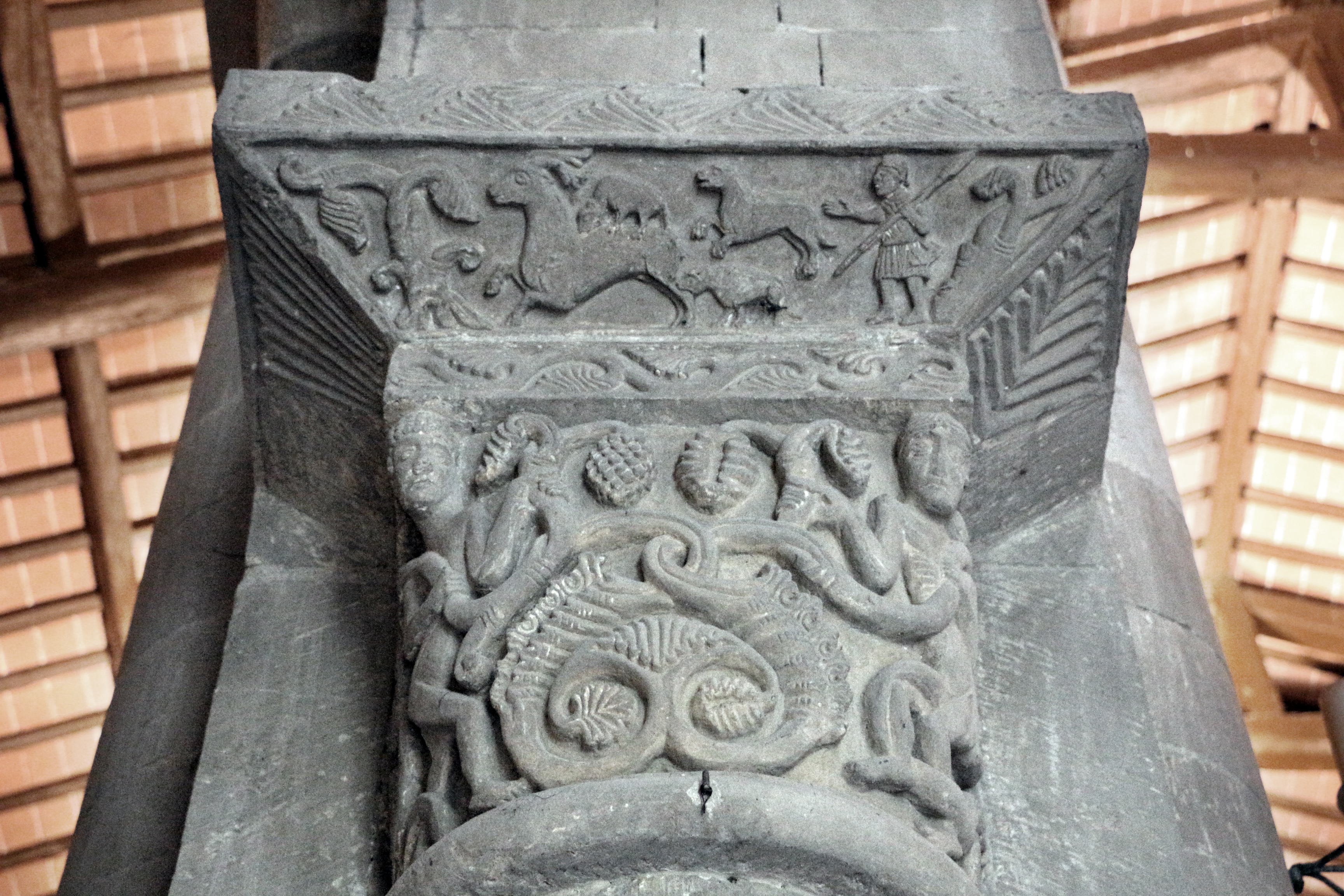
Capitello istoriato con scena di vendemmia